# Břetislav II.

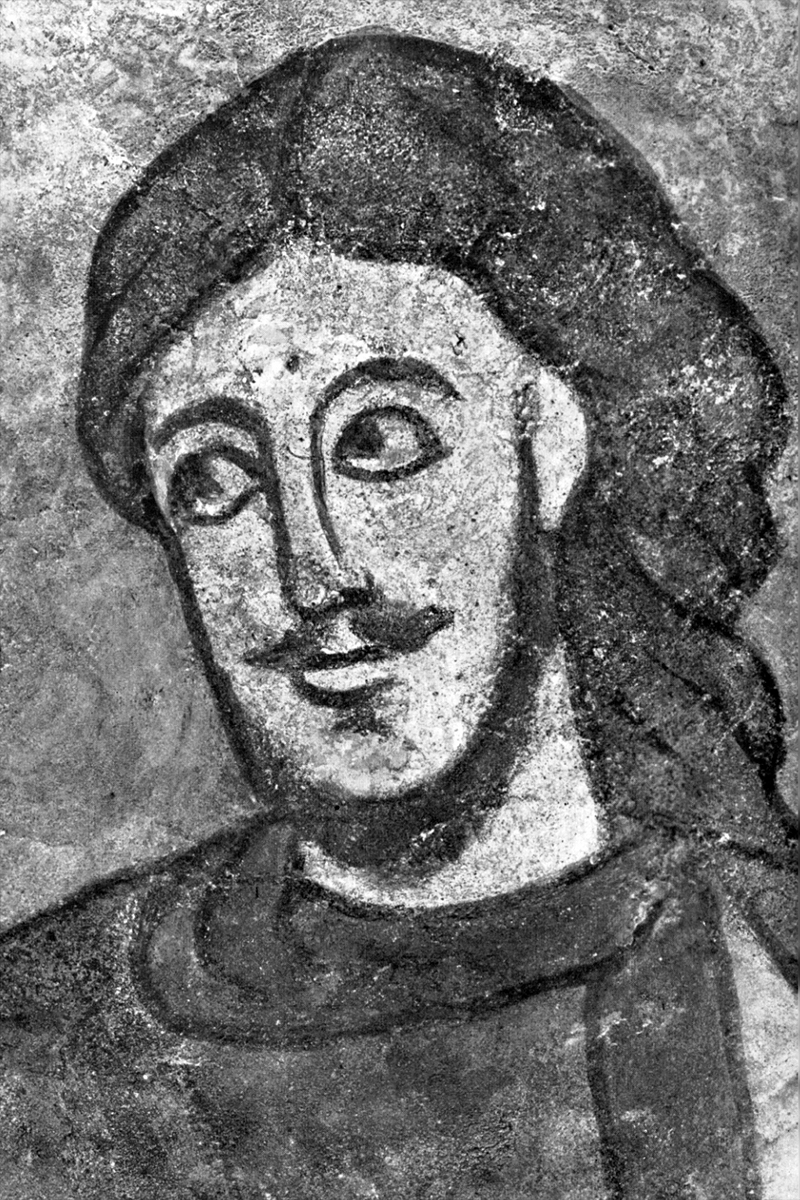
Břetislav II. Ausschnitt aus dem Fresko in der Rotunde St. Katharina in Znojmo, 1134.

Břetislav II. († 22. Dezember 1100) war ein herrschender Fürst von Böhmen aus dem Geschlecht der Přemysliden. Er hatte während seiner Regierungszeit mit Konkurrenten aus der eigenen Familie zu kämpfen, besonders mit dem mährischen Zweig der Herrscherdynastie. Bekannt sind seine Edikte, mit denen er das Christentum in der Bevölkerung endgültig durchsetzen wollte.

## Leben
Břetislav II. war der älteste Sohn König Vratislavs II. Dessen ungewöhnlich lange Regierungszeit war von Streitigkeiten und Konkurrenzkämpfen innerhalb der böhmischen und mährischen Přemysliden-Dynastie geprägt. Auch Břetislav musste aus Angst vor seinem Vater um 1090 für kurze Zeit das Land verlassen und suchte mit über 2000 Kriegern und Gefolgsleuten Schutz in Ungarn. Die böhmische Königskrone war zu Zeiten Vratislavs II. noch nicht erblich und ging mit seinem Tod 1092 verloren. Den Fürstenstuhl in Prag bestieg, dem Senioratsprinzip entsprechend, zunächst Konrad I. Dieser starb jedoch nach acht Monaten. Danach wurde Břetislav II. rechtmäßiger Nachfolger.
Die Feindseligkeiten innerhalb der Dynastie setzten sich während seiner Herrschaft fort. Der Herzog griff 1099 die mährischen Přemysliden Oldřich und Liutpold an, verjagte sie und übertrug die mährischen Herrschaften seinem Halbbruder Bořivoj II. Um diesem auch die Nachfolge auf dem Prager Thron zu sichern, wandte sich der Herzog an den Kaiser Heinrich IV. mit der Bitte, seinem Halbbruder Böhmen zum Lehen zu geben. Dadurch setzte er nicht nur das Senioratsprinzip außer Kraft, sondern stärkte den Einfluss des Reiches in Böhmen. Neben dem mährischen Kriegsschauplatz kam es unter seiner Herrschaft auch zum Krieg gegen Polen. 1096 zerstörte er die polnische Befestigung Wartha, um in Kamenz eine eigene feste Burg zu bauen.
Břetislav II. versuchte in einem großangelegten Christianisierungsprogramm, die restlichen nichtchristlichen Bräuche seiner Untertanen auszurotten. Er ließ die heiligen Haine fällen und erließ Verbote gegen heidnische Begräbnisse und Totenrituale. Den Edikten des Herzogs sind wichtige Erkenntnisse über die vorchristliche Religion in Böhmen zu verdanken. Auch die Mönche im Kloster Sázava, die in slawischer Sprache ihre Offizien verrichteten, ließ er verjagen und ersetzte sie durch lateinisch sprechende Ordensbrüder.
1096 begann der erste Kreuzzug zur Befreiung Jerusalems. Die Kreuzritter aus dem Rheingebiet, Frankreich und Deutschland nahmen im ersten Kreuzzug 1096 den Weg über Böhmen nach Ungarn. Unterwegs „bekehrten“ sie vor allem Juden zum Christentum. Dieses Vorgehen übernahm auch der Herzog und taufte unter Gewaltanwendung die Juden in Prag. Als 1098 ein großer Teil der Prager Juden das Land verlassen wollte, ließ er ihr Eigentum konfiszieren. Dieses Ereignis wird als das erste böhmische Pogrom eingestuft.
Břetislav II. heiratete 1094 Liutgard von Bogen, mit der er einen Sohn namens Břetislav hatte, den Soběslav I. 1130 blenden ließ und mit dem diese Teillinie der Přemysliden ausstarb.
Břetislav II. starb 1100 eines gewaltsamen Todes. Bei der Rückkehr von der Jagd in der Gegend von Zbečno wurde er von einem Reiter mit einem Pfeil niedergestreckt. Der Mörder namens Lorek wurde später gefunden und mit dem eigenen Dolch ermordet. Man vermutete, dass es sich um einen Auftragsmord der letzten Überlebenden des Geschlechts Vršovci handelte, aber auch sein Halbbruder und Nachfolger Bořivoj und dessen Mutter Swatawa wurden als Anstifter des Attentats verdächtigt. Er wurde in der St.-Veits-Basilika, dem Vorgängerbau des Veitsdomes, begraben.